# 蕭恭
蕭 恭（しょう きょう、498年 - 549年）は、南朝梁の皇族。字は敬範。

## 経歴
南平元襄王蕭偉の子として生まれた。天監8年（509年）、衡山県侯に封じられた。給事中を初任とし、太子洗馬に転じた。都督斉安等十一郡諸軍事・寧遠将軍・西陽武昌二郡太守として出向した。建康に召還されて秘書丞となった。中書郎に転じ、監丹陽尹となった。行徐南徐州事をつとめ、衡州刺史に転じた。母が死去すると、職を辞して喪に服した。ほどなく雲麾将軍・湘州刺史として再起した。
蕭恭は官吏の事務に精通していたが、贅沢で華美なことを好み、宮殿を模した広壮な邸宅を営んだ。賓客との交友を好み、徹夜の宴会を開いては、満座の客と談論して飽きなかった。晋安王蕭綱と若い頃から交遊し、特に親しかった。いっぽう湘東王蕭繹は著述に励み、酒を好まない性格で声望があったが、蕭恭は蕭繹に対する尊敬を示していた。
雍州の少数民族の首領である文道期が北魏の侵攻を引き入れると、蕭恭は武帝の命を受けて雍州の救援におもむき、持節・仁威将軍・寧蛮校尉・雍州刺史に任じられた。蕭恭は雍州で治績を挙げ、民衆が城南に頌徳碑を立てるよう請願して、武帝に認められた。
蕭恭は官米の多くを横領して私邸に流用していたと、廬陵王蕭続に奏上されて、免官され爵位を剥奪された。数年のあいだ、任用されなかった。侯景の乱が起こると、城中で死去した。享年は52。追って衡山県侯の封をもどされた。元帝のとき、侍中・左衛将軍の位を追贈された。諡は僖といった。

## 伝記資料
- 『梁書』巻22 列伝第16
- 『南史』巻52 列伝第42